# Triòxid de bari i titani
El triòxid de bari i titani, antigament anomenat titanat de bari, és un compost inorgànic de la classe dels òxids, constituït per cations bari(2+), titani(4+) i anions òxid O2–, que posseeix la fórmula química BaTiO3. Es tracta d'un material ceràmic ferroelèctric, amb propietats piezoelèctriques i d'efecte fotorefractiu. En estat d'agregació sòlid, té cinc fases, d'acord amb la seva temperatura: hexagonal, cúbica, tetragonal, ortoròmbica i romboèdrica (estructures cristal·lines ordenades d'acord amb temperatura decreixent). En totes les estructures té propietats ferroelèctriques, excepte en la cúbica

## Aparença
Té l'aparença de pols blanc o cristalls translúcids. No és soluble en aigua, però si en àcid sulfúric concentrat.

## Síntesi
El triòxid de bari i titani pot ser obtingut mitjançant sinterització en fase líquida de carbonat de bari i diòxid de titani. Sovint és barrejat amb el titanat d'estronci.

## Usos
El triòxid de bari i titani s'utilitza com a material dielèctric per a la construcció de condensadors ceràmics i com a material piezoelèctric per a la construcció de micròfons de contacte i altres transductors. Com a material piezoelèctric, el titanat de bari, ha reemplaçat en nombroses aplicacions al titanat zirconat de plom (PZT).
El triòxid de bari i titani policristal·lí, té un coeficient de temperatura positiu (PTC), fet que el converteix en un material molt útil per a la construcció de termistors i elements calefactors autoregulats.
El triòxid de bari i titani es fa servir àmpliament en la fabricació elements calefactors de coeficient de temperatura positiu. Per a aquestes aplicacions, el titanat de bari es fabrica amb dopants per poder donar al material propietats semiconductores. Les aplicacions específiques dels termistors inclouen protecció contra sobreintensitat per a motors, balasts per a llums fluorescents, escalfadors d'aire per a cabines d'automòbils i escalfadors d'espai per a consumidors.